# 제2차 세계 대전 기간의 베를린 폭격
제2차 세계 대전 기간의 베를린 폭격에 대한 내용이다.
나치 독일의 수도인 베를린은 제2차 세계 대전 동안 363차례의 공습을 받았다. 1940년부터 1945년까지 영국 왕립 공군 폭격사령부, 1943년부터 1945년까지 미국 육군 항공대 제8공군, 1940년과 1944년부터 1945년 사이에 프랑스 공군의 폭격을 받았다. 또한 1941년, 특히 1945년 소련군이 도시를 폐쇄하면서 소련 공군 항공기의 공격을 받았다. 영국 폭격기는 45,517톤의 폭탄을 투하했고, 미국 항공기는 22,090.3톤의 폭탄을 투하했다. 폭격이 계속되자 점점 더 많은 사람들이 도시를 떠났다. 1945년 5월까지 170만 명(인구의 40%)이 탈출했다.